# Herminia brephida
Herminia brephida är en fjärilsart som beskrevs av George Francis Hampson. Herminia brephida ingår i släktet Herminia och familjen nattflyn. Inga underarter finns listade i Catalogue of Life.